# Аустријски институт
Аустријски институт д. о. о. је установа која послује у склопу аустријског Министарства иностраних послова и организује и изводи курсеве немачког језика изван Аустрије. Према интерним подацима на Аустријском институту годишње око 10.000 људи посети неки од курсева. У централи Института у Бечу се праве материјали за наставу немачког као страног језика.

## Историја
Аустријски институт (Österreich Institut GmbH) основан је 1997. године. Тиме су уједињени сви курсеви немачког језика који су били организовани у аустријским представништвима у Братислави, Будимпешти, Кракову, Милану и Варшави.
Године 2008. отворени су нови институти и Београду, Брну, Љубљани и Вроцлаву, а под лиценцом и у Истанбулу. Централа у Бечу издаје најразличитије материјале за наставу на институтима, међу којима и специјални часопис "Österreich Spiegel", интернет портал о Аустрији "Österreich Portal", материјале за наставу немачког као језика струке, дидактизације филмова итд.
Према подацима Института, око 10.000 људи посети неки од курсева на неком од института. 2004. године је достигнут претходни рекорд од 10.167 ученика. Аустријски институт дотира Република Аустрија, а од 2002. стопа самофинансирања износи преко 70%.

## Задаци
Основни задатак Аустријског института је да представи Аустрију као земљу немачког говорног подручја, и тиме је приближи људима. Управо из тог разлога организује курсеве немачког језика и издаје материјале за наставу. Организују се и различита дешавања тематски повезана са Аустријом, као и конкурси за учеснике на курсевима, предаваче и ученике. Аустријски институт сарађује са институцијама као што су Гете институт (Goethe-Institut), Британски савет (British Council) и Институт Сервантес (Istituto Cervantes). Аустријски институти учествују у активностима поводом Европског дана језика. Сви Аустријски институти су и испитни центри Аустријске језичке дипломе (Österreichisches Sprachdiplom Deutsch, ÖSD). Дипломе ÖSD су интернационално признате.